# Frea johannae
Frea johannae là một loài bọ cánh cứng trong họ Cerambycidae.